# Myrmarachne constricta
Myrmarachne constricta là một loài nhện trong họ Salticidae.
Loài này thuộc chi Myrmarachne. Myrmarachne constricta được John Blackwall miêu tả năm 1877.